# Alto mare (serie televisiva)
Alto mare (Alta mar) è una serie televisiva spagnola composta da 22 episodi suddivisi in tre stagioni, distribuita sul servizio di streaming Netflix dal 24 maggio 2019 al 7 agosto 2020. È creata da Ramón Campos e Gema R. Neira, diretta da Carlos Sedes insieme a Lino Escalera, prodotta da Bambú Producciones ed ha come protagonisti Ivana Baquero, Jon Kortajarena, Alejandra Onieva ed Eloy Azorín.
La prima stagione, composta da 8 episodi, è stata distribuita da Netflix il 24 maggio 2019, in tutti i paesi in cui è disponibile. La seconda stagione, composta da 8 episodi, è stata distribuita da Netflix il 22 novembre 2019. La terza ed ultima stagione, composta da 6 episodi, è stata distribuita da Netflix il 7 agosto 2020.

## Trama
Ambientata nella seconda metà degli anni '40, la serie segue le vicende di due sorelle, Carolina ed Eva che, alla ricerca di un futuro migliore, partono dalla Spagna a bordo della Bárbara de Braganza, un transatlantico diretto a Rio de Janeiro, in Brasile. Sulla nave viaggia anche un ufficiale di bordo, Nicolás Vazquez che, trovandosi nel posto sbagliato, dovrà indagare sul misterioso omicidio di un passeggero che non appare sulla lista della nave e che nessuno ricorda. La trama s'infittisce quando dei particolari rispetto a un microfilm vengono a galla.

## Episodi
| Stagione         | Episodi | Pubblicazione Spagna | Pubblicazione Italia |
| ---------------- | ------- | -------------------- | -------------------- |
| Prima stagione   | 8       | 2019                 | 2019                 |
| Seconda stagione | 8       | 2019                 | 2019                 |
| Terza stagione   | 6       | 2020                 | 2020                 |

## Personaggi e interpreti

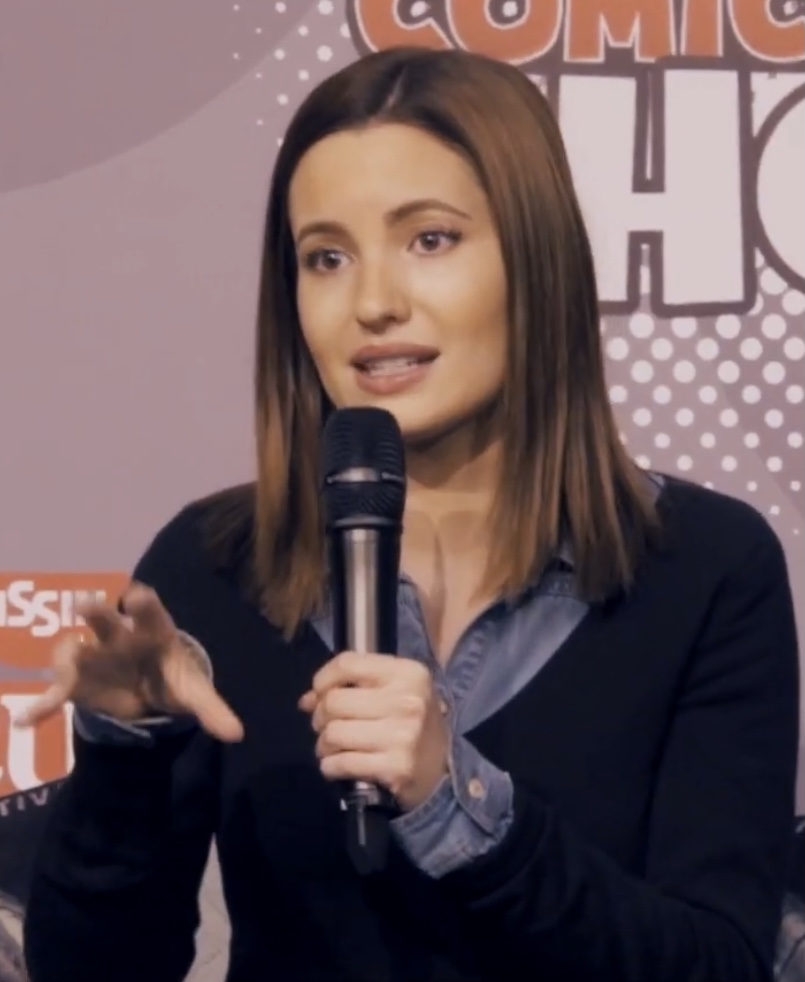
Ivana Baquero interpreta Eva Villanueva
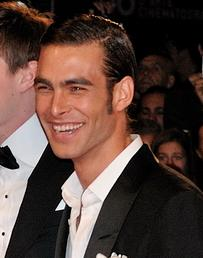
Jon Kortajarena interpreta Nicolás Vázquez
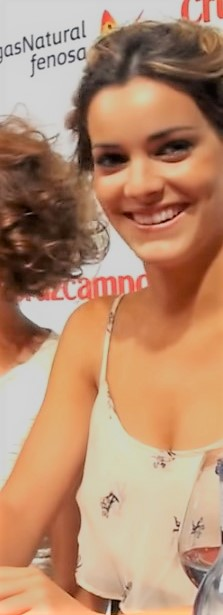
Alejandra Onieva interpreta Carolina Villanueva
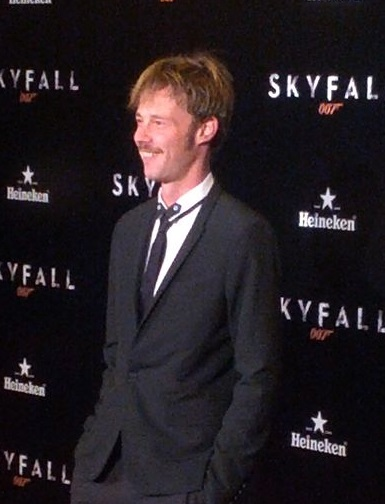
Eloy Azorín interpreta Fernando Fábregas
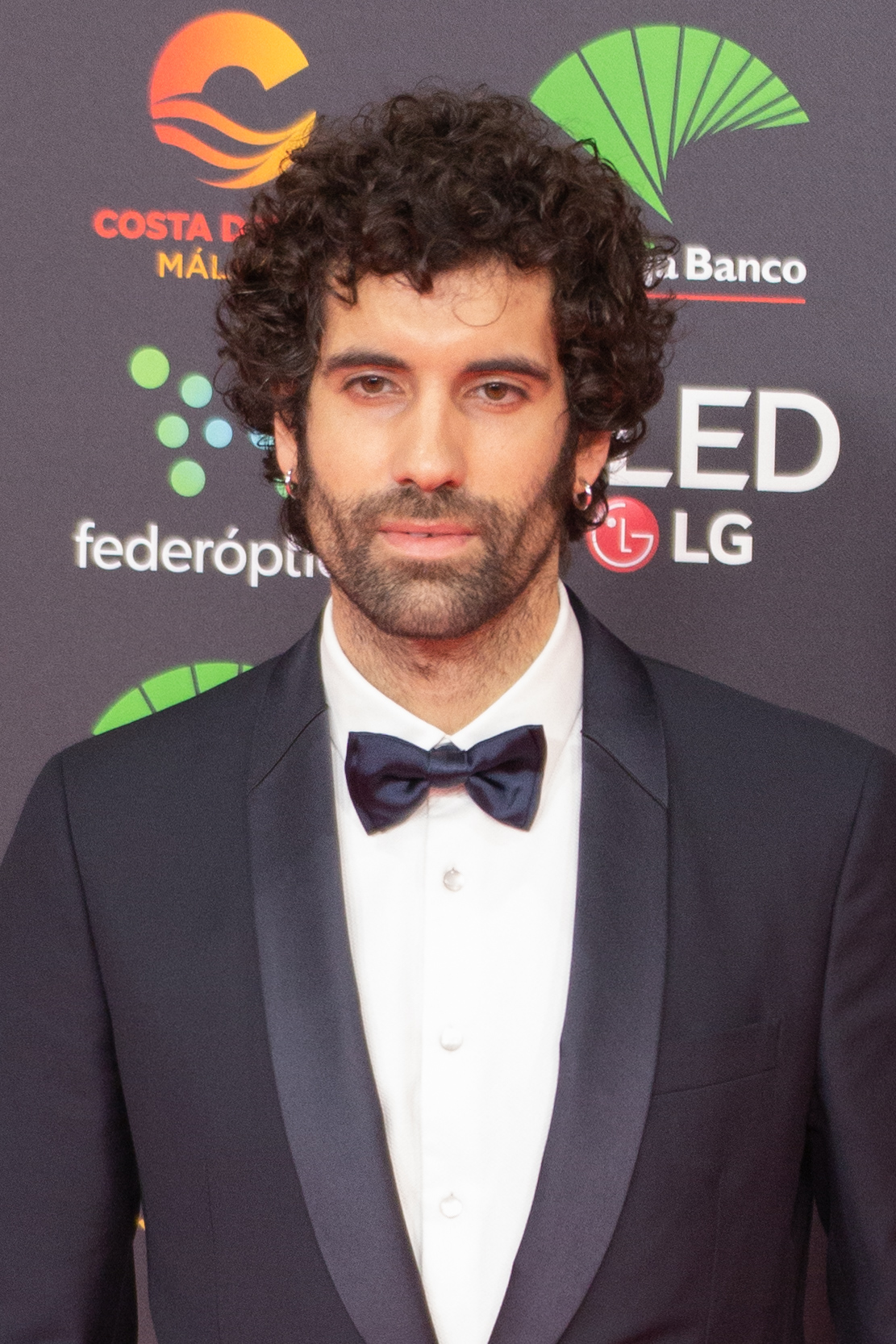
Tamar Novas interpreta Sebastián de la Cuesta
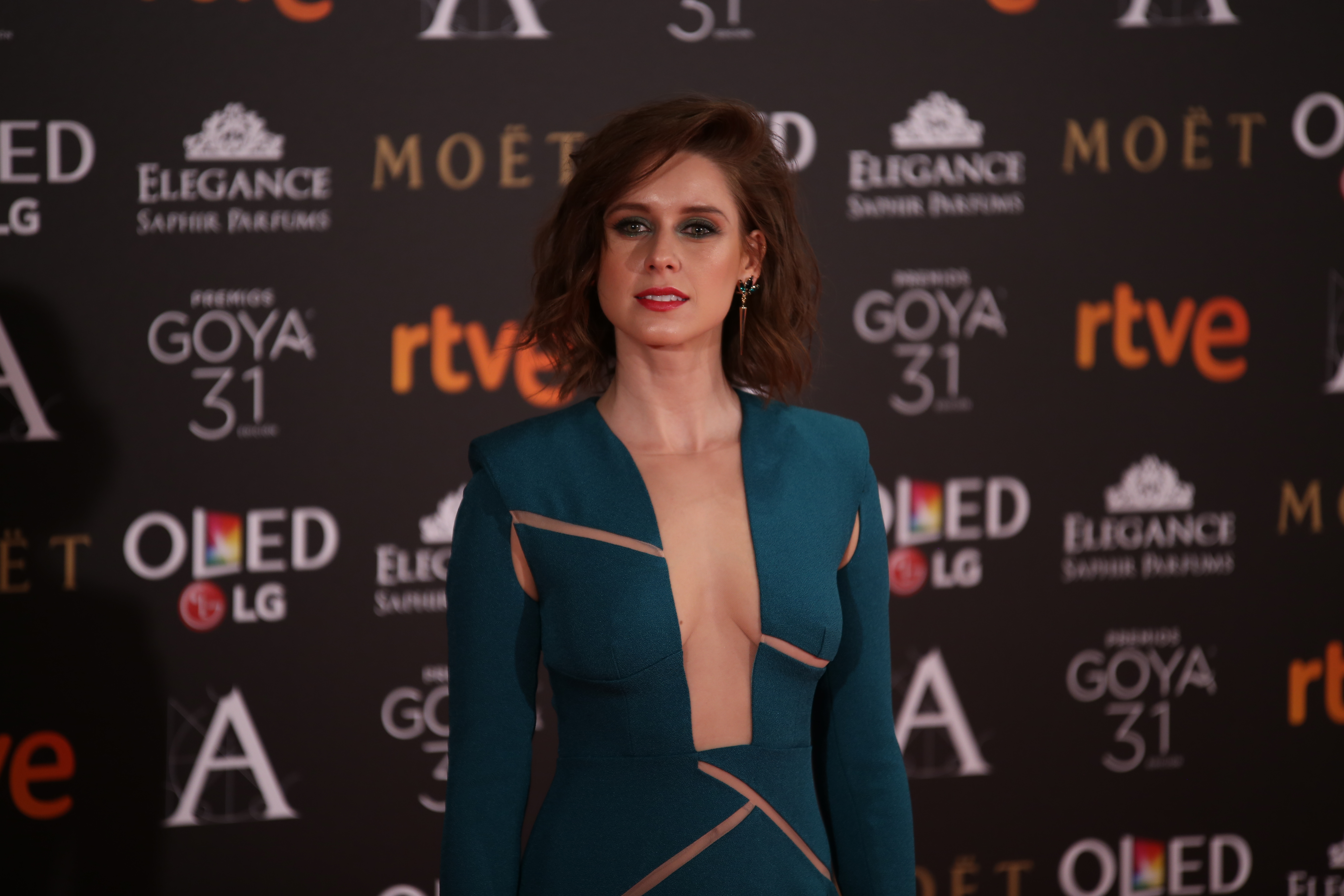
Manuela Vellés interpreta Luisa Castro / Sofía Plazaola
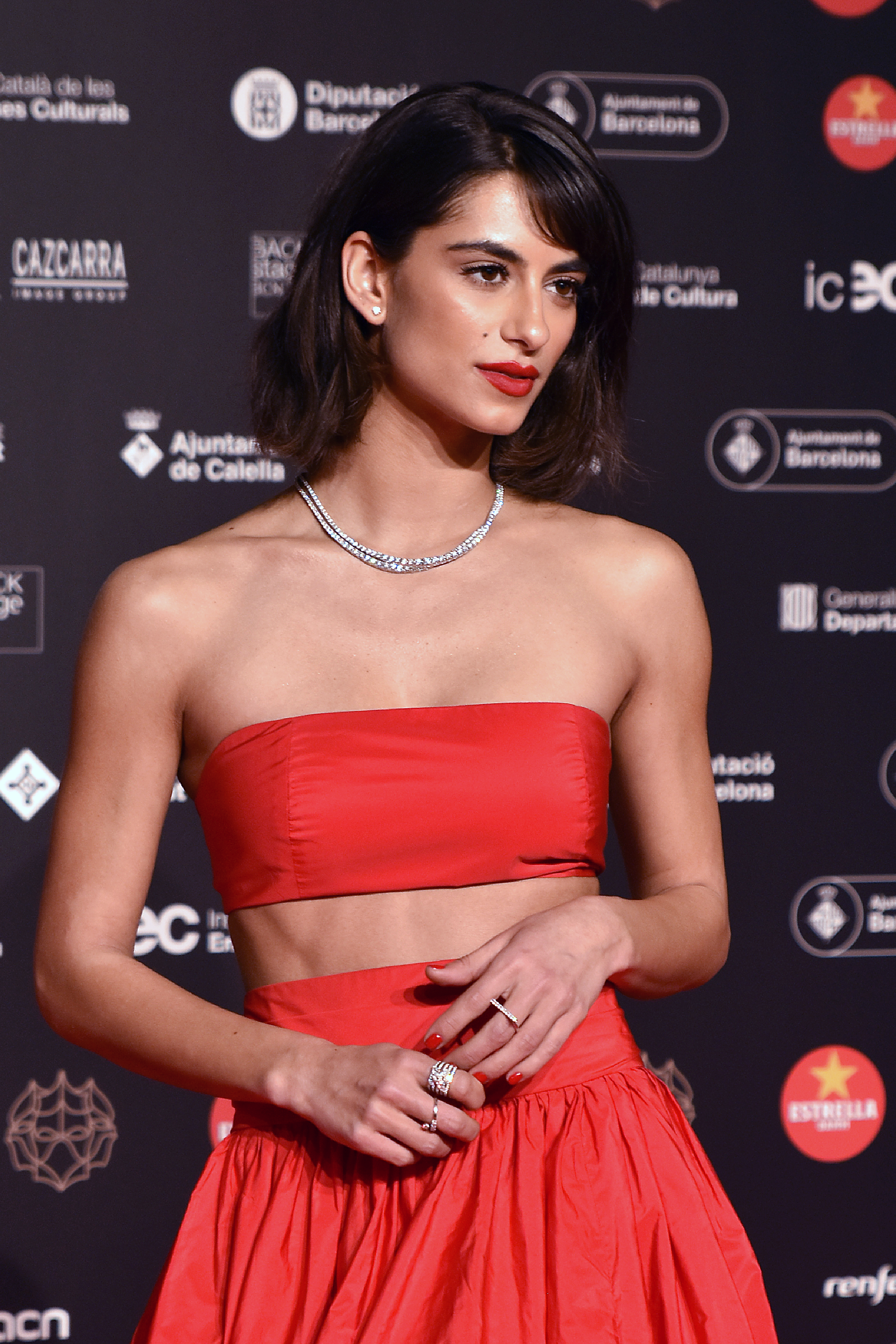
Begoña Vargas interpreta Verónica de García
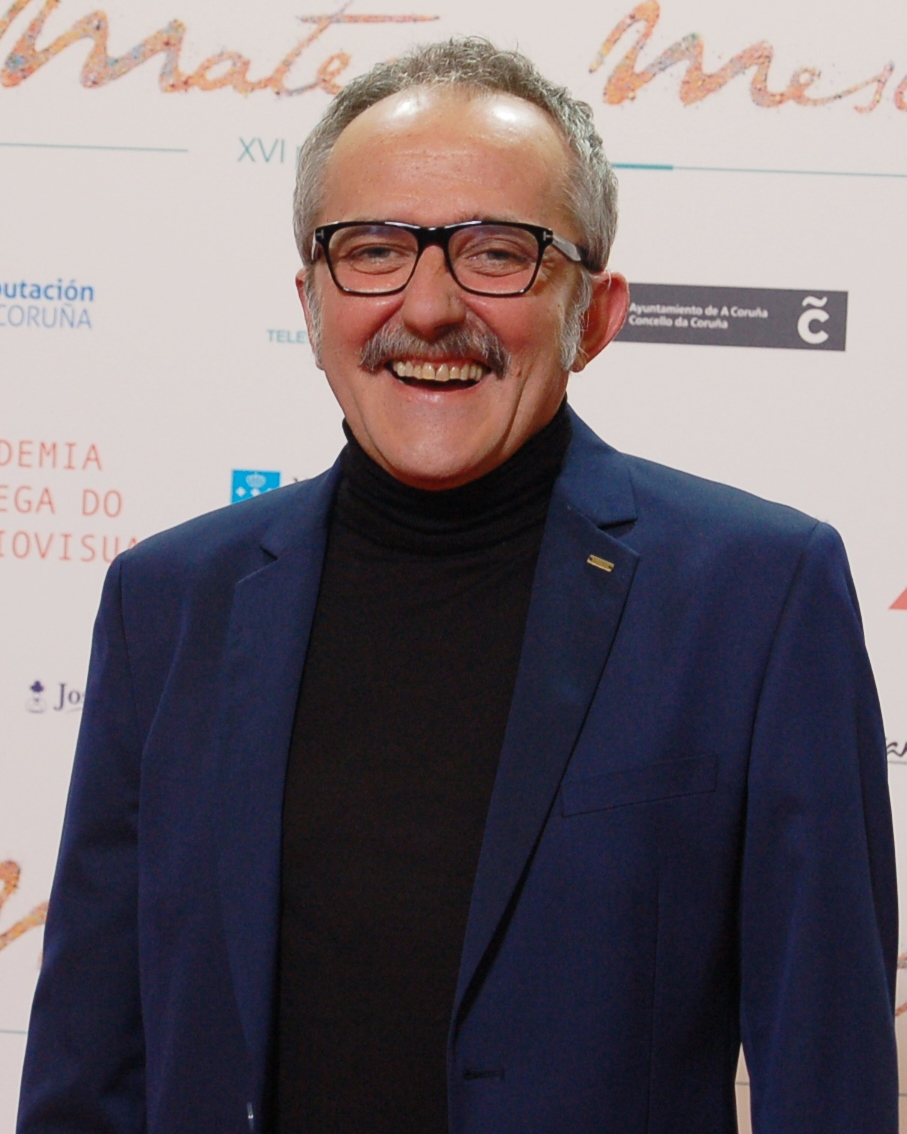
Antonio Durán "Morris" interpreta L'ispettore Varela
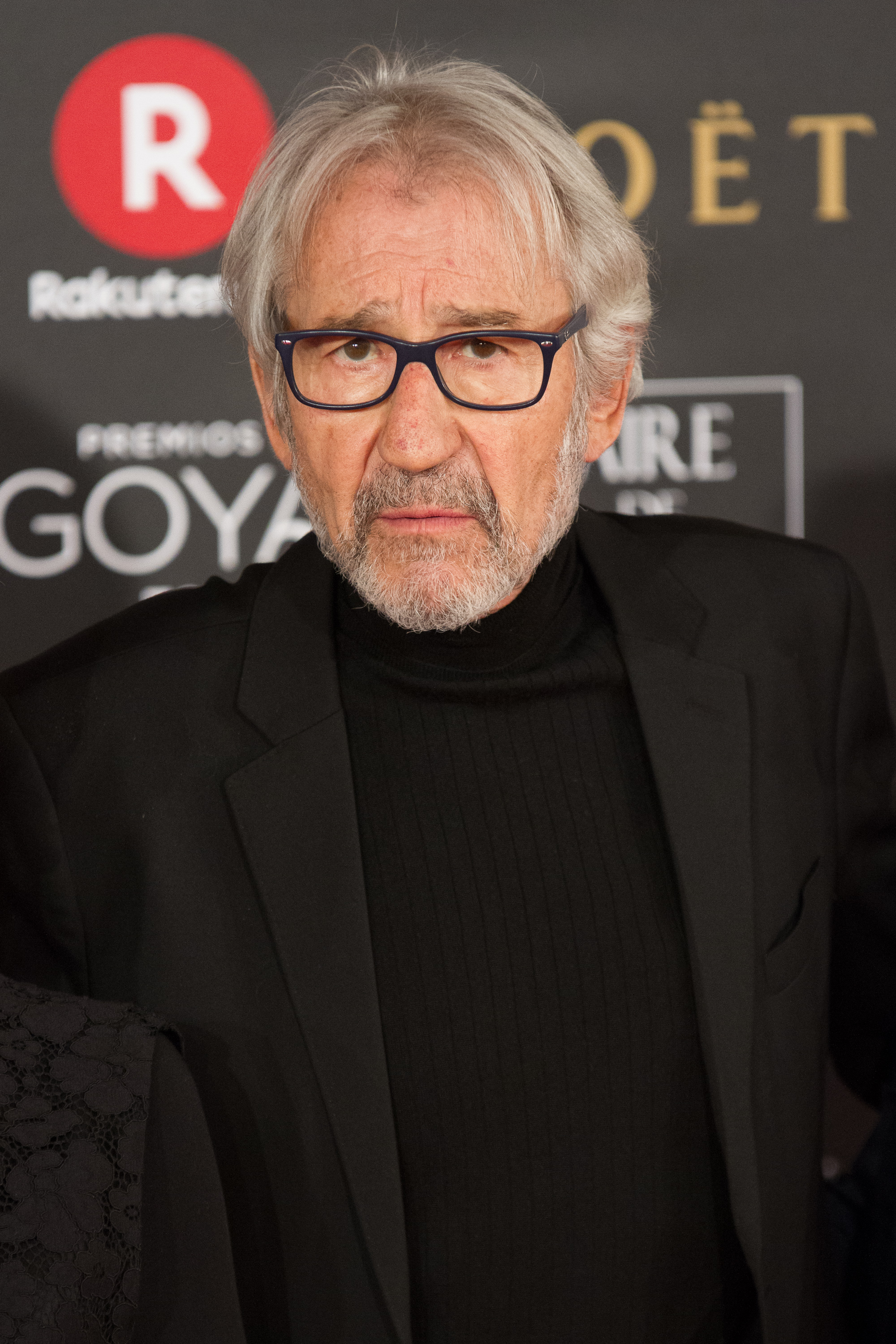
José Sacristán interpreta Pedro Villanueva

### Prima stagione (2019)
- Eva Villanueva, interpretata da Ivana Baquero, doppiata da Lucrezia Marricchi.
- Nicolás Vázquez, interpretato da Jon Kortajarena, doppiato da Jacopo Venturiero.
- Carolina Villanueva, interpretata da Alejandra Onieva, doppiata da Eleonora Reti.
- Fernando Fábregas, interpretato da Eloy Azorín, doppiato da Francesco Pezzulli.
- Francisca de García, interpretata da Chiqui Fernández.
- Sebastián de la Cuesta, interpretato da Tamar Novas, doppiato da Gabriele Vender.
- Pierre, interpretato da Daniel Lundh.
- Luisa Castro / Sofía Plazaola (episodi 1, 3-8), interpretata da Manuela Vellés.
- Natalia Fábregas, interpretata da Natalia Rodríguez, doppiata da Angela Brusa.
- Clara Romero, interpretata da Laura Prats.
- Dimas Gómez, interpretato da Ignacio Montes, doppiato da Massimo Triggiani.
- Verónica de García, interpretata da Begoña Vargas, doppiata da Serena Sigismondo.
- Mario Plazaola / Carlos Villanueva, interpretato da Luis Bermejo.
- Dottor Álvaro Rojas, interpretato da Pepe Ocio.

Con la collaborazione speciale di
- Acreedor (episodi 1-4, 6, 8), interpretato da Ben Temple.
- Aníbal de Souza (episodi 1-6), interpretato da Félix Gómez, doppiato da Raffaele Proietti.
- Ispettore Varela, interpretato da Antonio Durán "Morris".
- Comandante Santiago Aguirre, interpretato da Eduardo Blanco, doppiato da Roberto Fidecaro.
- Pedro Villanueva, interpretato da José Sacristán.

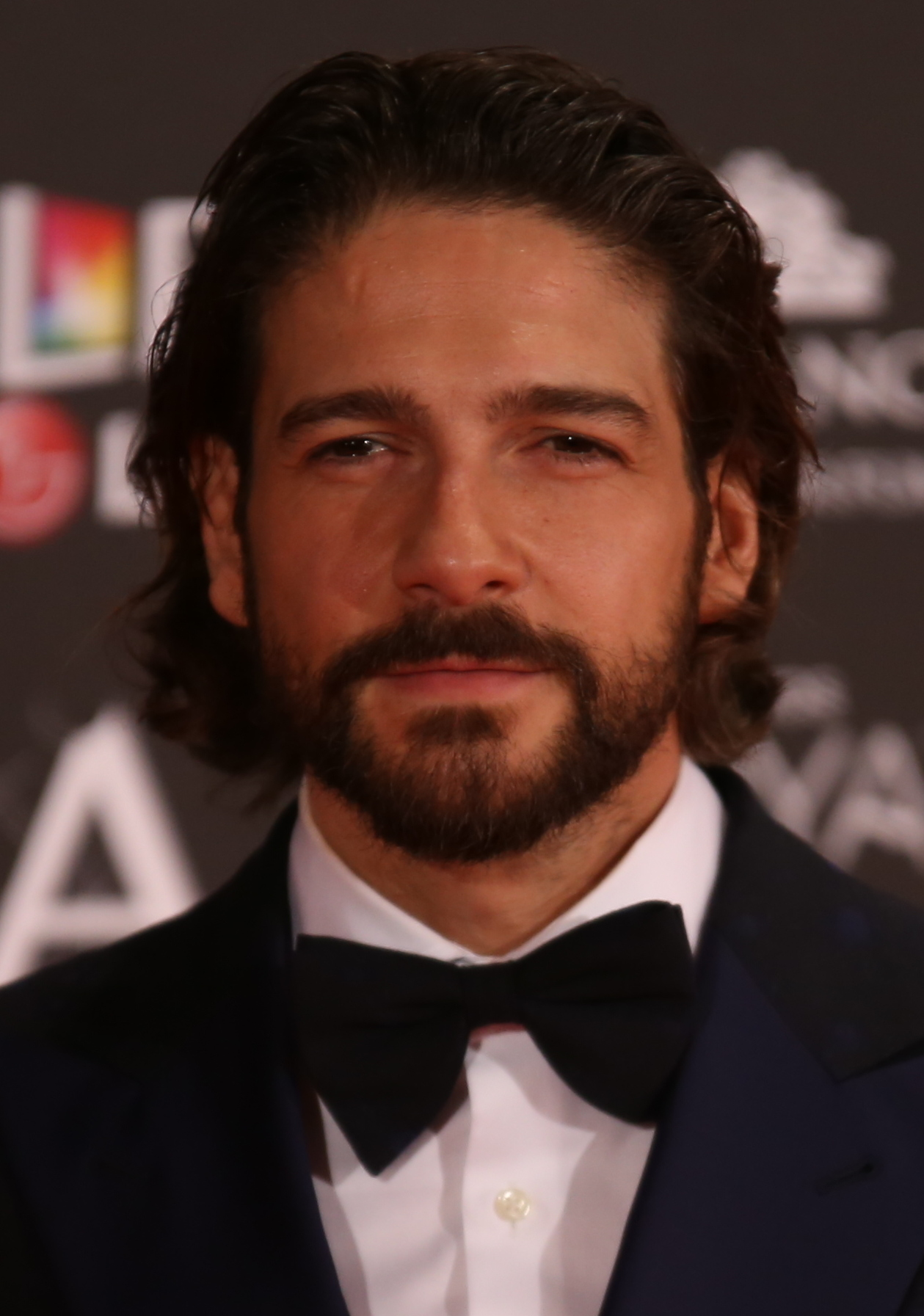
Félix Gómez interpreta Aníbal de Souza

### Seconda stagione (2019)
- Eva Villanueva, interpretata da Ivana Baquero, doppiata da Lucrezia Marricchi.
- Nicolás Vázquez (episodi 1-6, 8), interpretato da Jon Kortajarena, doppiato da Jacopo Venturiero.
- Carolina Villanueva, interpretata da Alejandra Onieva, doppiata da Eleonora Reti.
- Fernando Fábregas, interpretato da Eloy Azorín, doppiato da Francesco Pezzulli.
- Francisca de García (episodi 1-6, 8), interpretata da Chiqui Fernández.
- Sebastián de la Cuesta, interpretato da Tamar Novas, doppiato da Gabriele Vender.
- Pierre, interpretato da Daniel Lundh.
- Luisa Castro / Sofía Plazaola (episodi 1-3, 6-8), interpretato da Manuela Vellés.
- Natalia Fábregas, interpretata da Natalia Rodríguez, doppiata da Angela Brusa.
- Clara Romero (episodi 1-4, 6), interpretata da Laura Prats.
- Dimas Gómez, interpretato da Ignacio Montes, doppiato da Massimo Triggiani.
- Verónica de García, interpretata da Begoña Vargas, doppiata da Serena Sigismondo.
- Mario Plazaola / Carlos Villanueva (episodi 1-2, 4, 6-8), interpretato da Luis Bermejo.
- Dottor Álvaro Rojas, interpretato da Pepe Ocio.
- Casandra Lenormand / Carmen Marín, interpretata da Claudia Traisac.

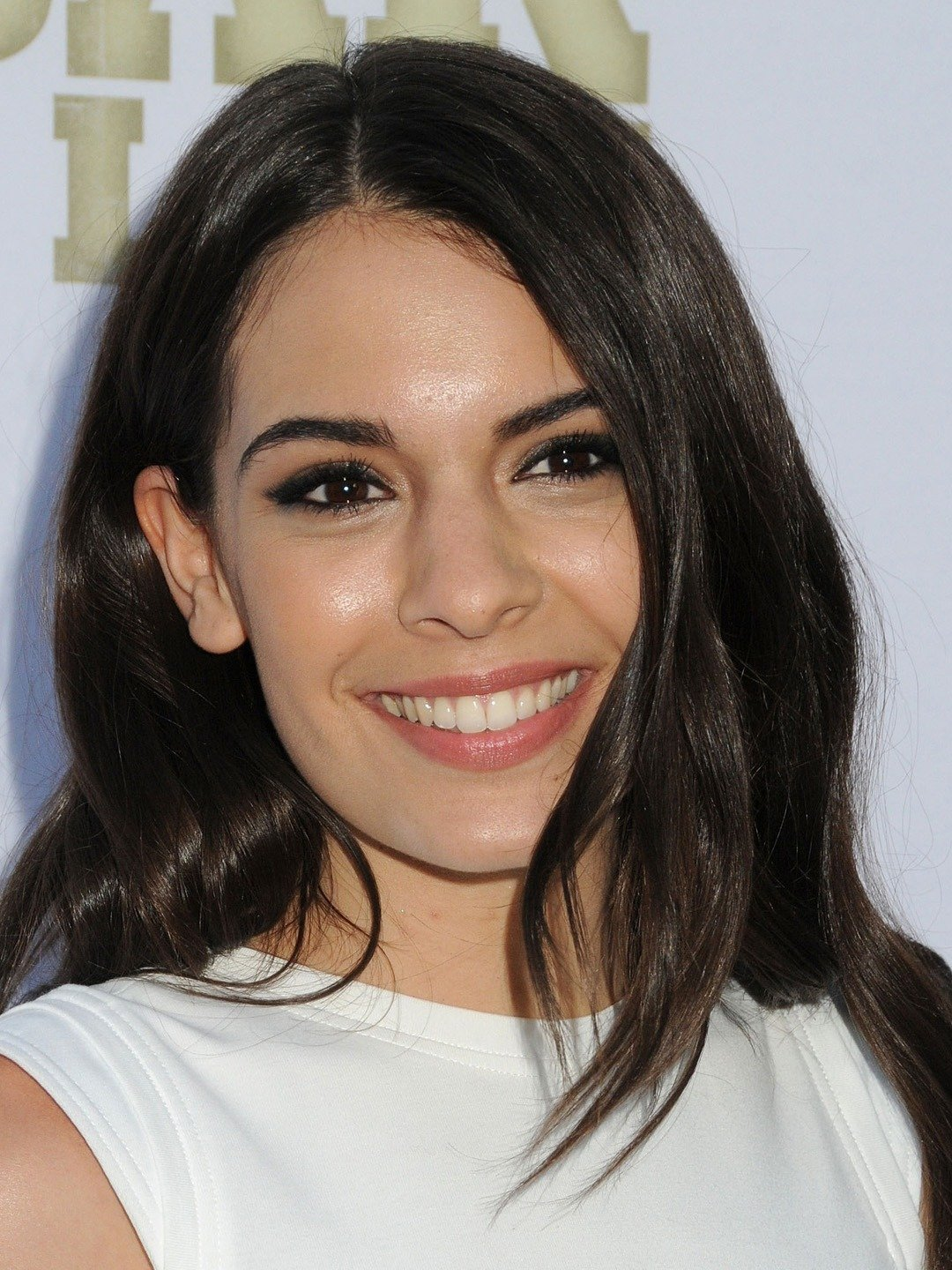
Claudia Traisac interpreta Casandra Lenormand / Carmen Marín

Con la collaborazione speciale di
- Ispettore Varela, interpretato da Antonio Durán "Morris".
- Comandante Santiago Aguirre, interpretato da Eduardo Blanco, doppiato da Roberto Fidecaro.
- Pedro Villanueva (episodi 1-4, 7-8), interpretato da José Sacristán.

### Terza stagione (2020)
- Eva Villanueva, interpretata da Ivana Baquero, doppiata da Lucrezia Marricchi.
- Nicolás Vázquez (episodi 1, 4-6), interpretato da Jon Kortajarena, doppiato da Jacopo Venturiero.
- Carolina Villanueva / Diana, interpretata da Alejandra Onieva, doppiata da Eleonora Reti.
- Fernando Fábregas, interpretato da Eloy Azorín, doppiato da Francesco Pezzulli.
- Fabio, interpretato da Marco Pigossi.
- Pierre, interpretato da Daniel Lundh.
- Natalia Fábregas, interpretata da Natalia Rodríguez, doppiata da Angela Brusa.
- Dimas Gómez, interpretato da Ignacio Montes, doppiato da Massimo Triggiani.
- Verónica García, interpretata da Begoña Vargas, doppiata da Serena Sigismondo.
- Carmen, interpretata da Cristina Plazas.
- Dottor Ayala, interpretato da Pep Anton Muñoz.
- María, interpretata da Noelia Castaño.
- Anna (episodi 1-2, 4-6), interpretata da Itsaso Arana.
- Héctor Birabent, interpretato da Nicolás Francella.
- Chantal Vázquez, interpretata da Claudia Galán.

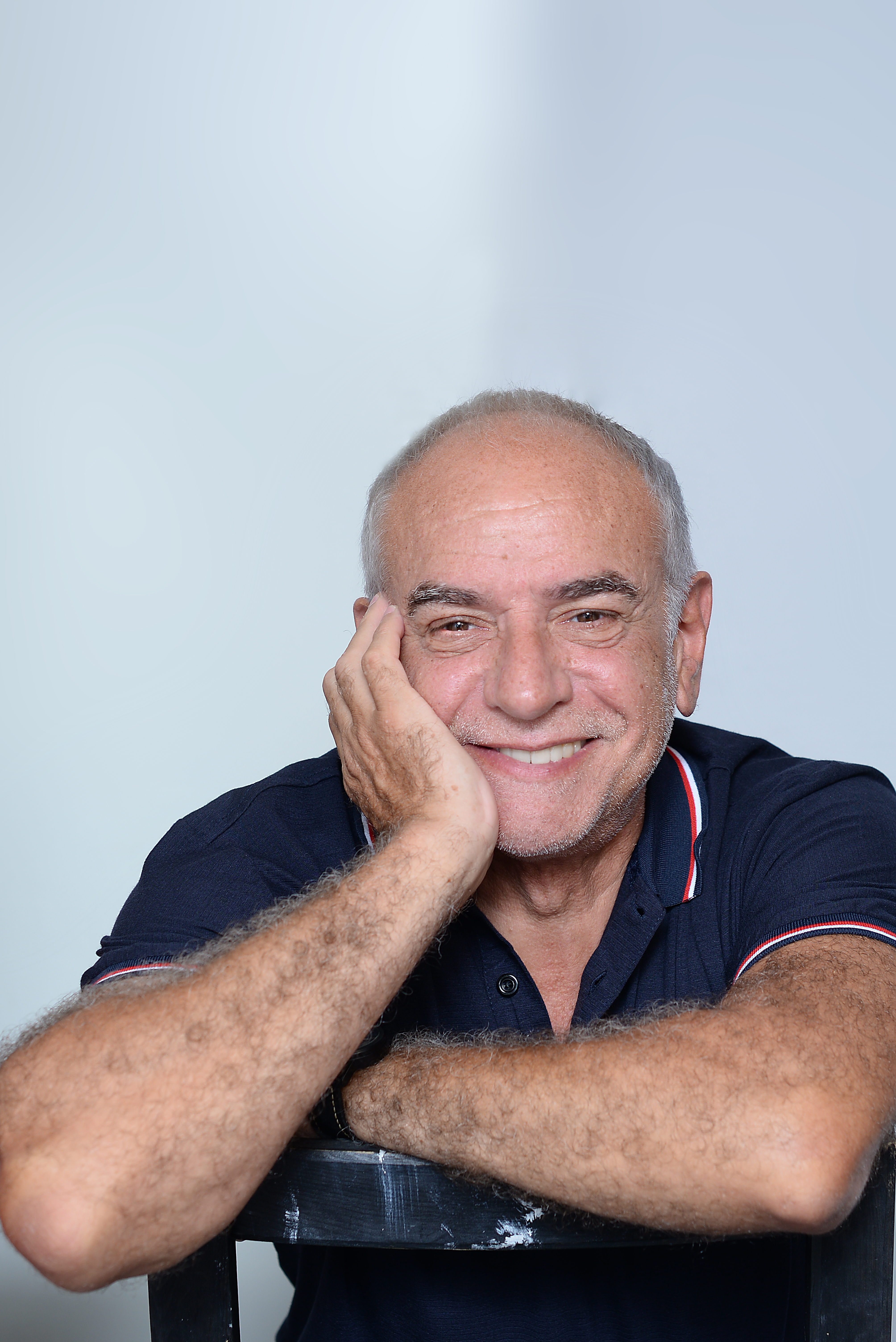
Pep Anton Muñoz interpreta il Dottor Ayala

Con la collaborazione speciale di
- Ispettore Varela, interpretato da Antonio Durán "Morris".
- Comandante Santiago Aguirre, interpretato da Eduardo Blanco, doppiato da Roberto Fidecaro.
- Mago (episodio 2), interpretato da Jorge Blass.
- Pedro Villanueva, interpretato da José Sacristán.

## Produzione

### Sviluppo
A giugno 2018, è stato annunciato che la serie sarebbe stata prodotta da Bambú Producciones, che ha prodotto anche Le ragazze del centralino ed El crimen de Alcasser, essendo la quarta serie di Netflix prodotta in Spagna.

### Casting
Ad ottobre 2018, è stato annunciato il cast, composto da: Ivana Baquero, Jon Kortajarena e Alejandra Onieva, come protagonisti. Inizialmente è stato annunciato che la serie avrebbe avuto una stagione di otto episodi, ma a novembre è stata comunicata la seconda stagione altrettanto di otto episodi.

### Riprese
Le riprese della prima stagione sono iniziate il 29 ottobre 2018 e si sono concluse il 2 febbraio 2019. Alcune scene sono state girate a Real Sitio de San Ildefonso. Le riprese della seconda stagione sono iniziate il 18 marzo 2019 e terminate il 28 giugno. Il 30 ottobre, il quotidiano Bluper ha annunciato che a novembre 2019, la squadra avrebbe dovuto girare la terza e la quarta stagione. Il 17 febbraio 2020, Netflix ha deciso di concludere la serie anticipatamente con la terza stagione per dedicarsi ad altri progetti spagnoli in collaborazione con Bambù Producciones.

## Distribuzione
La serie è stata interamente distribuita sul servizio di streaming Netflix, in tutti i paesi in cui è disponibile, dal 24 maggio 2019 al 7 agosto 2020: la prima stagione è stata distribuita il 24 maggio 2019, la seconda stagione è stata distribuita il 22 novembre 2019, mentre la terza stagione è stata distribuita il 7 agosto 2020.
Composizione episodi
La serie è composta da tre stagioni di 22 episodi, ognuna delle quali ha una durata che varia dai 37 ai 49 minuti: la prima stagione comprende i primi 8 episodi, la seconda stagione 8, mentre la terza stagione i rimanenti 6.